# Edward Lhuyd
Edward Lhuyd (ocasionalment escrit com Llwyd, d'acord amb l'ortografia gal·lesa moderna) (1660 – 30 juny 1709) fou un naturalista, botànic, lingüista, geògraf i antiquari gal·lès. També és conegut per la forma llatinitzada del seu nom, Eduardus Luidius.

## Lingüista pioner
A finals del segle xvii, Lhuyd fou contactat per un grup d'acadèmics, encapçalats per John Keigwin de Mousehole, els quals li proposaren viatjar a Cornualla per tal estudiar la llengua còrnica. L'objecte de l'estudi Early Modern Cornish, publicat per Lhuyd el 1702, fou el còrnic modern.
Gràcies al suport del seu company acadèmic gal·lès Moses Williams, el 1707 publicà el primer volum de Archaeologia Britannica. Aquest llibre és cabdal per la descripció lingüística que fa del còrnic, però encara ho és més per la seva comprensió de la lingüística històrica. Algunes de les idees generalment atribuïdes a lingüistes del segle xix tenen les seves arrels en aquesta obra de Lhuyd.